# 靈魂列車

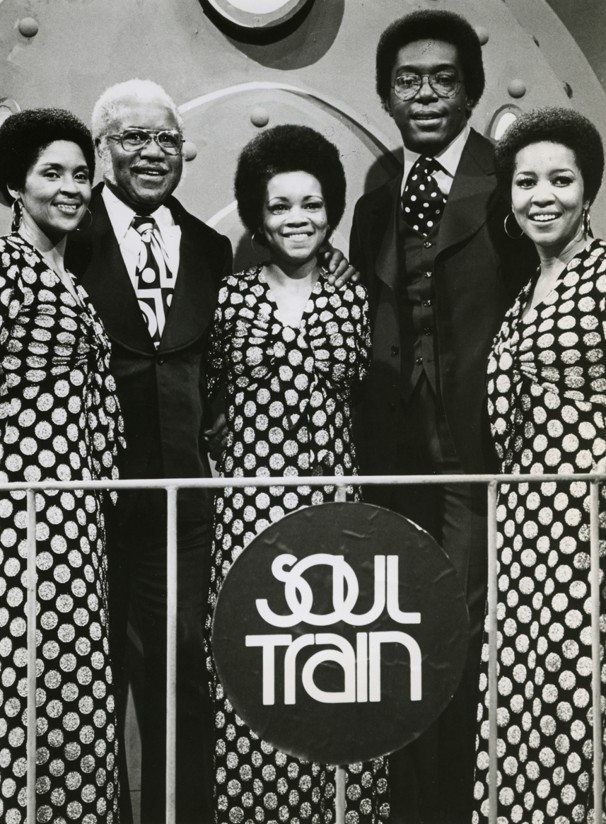
主持人Don Cornelius(右二)，攝於1974年

《靈魂列車》（英語：Soul Train），是一個美國的音樂綜藝節目，自廣播聯賣的1971年至2006年計算，約播出了35年。該節目的主要特色是邀請藝人表演R&B、靈魂樂、嘻哈音樂；其後也曾有放克、爵士乐、福音音乐的藝人在節目中出現。
在2005至2006年播出精選版（The Best of Soul Train）後，本節目即告停播。與其最接近的長壽節目是《今夜娛樂》（Entertainment Tonight，1981年開播），它將在2016年超越《靈魂列車》；而其次長壽的是遊戲節目《命運輪盤（Wheel of Fortune），它將在2018年超越《靈魂列車》。

## 歷史
靈魂列車的歷史可追溯到1965年的WCIU-TV，是一個在芝加哥新成立的獨立電視台，使用特高頻播出節目。當時該台有兩個面向年輕人的舞蹈節目：「Kiddie-a-Go-Go」和 「Red Hot and Blues」 ，而後者主要是邀請非裔美國人的舞蹈團體上節目，給予了表演舞台。Don Cornelius原本是另一家芝加哥的廣播電台－WVON的新聞播報員與DJ，1967年被WCIU-TV挖角，至該台擔任新聞與體育節目播報員，同時他也是當地高中校園巡迴音樂會的提倡者與主持人，他當時稱呼他的旅行拖車為「The Soul Train」。
1970年，WCIU-TV給予他一份工作通知，讓他有機會把他的路演電視化。在找到贊助商西爾斯百貨之後，《靈魂列車》在1970年8月17日下午於WCIU-TV現場直播。第一集節目的特別來賓是傑瑞·巴特勒、樂團The Chi-Lites和女子演唱組合The Emotions。

## 外部連結
- （英文）官方网站
- （英文）靈魂列車 DVD重製版目錄 （页面存档备份，存于）
- 互联网电影数据库（IMDb）上《靈魂列車》的资料（英文）